# Sight and Sound
Sight and Sound (precedentemente scritto Sight & Sound) è una rivista cinematografica britannica pubblicata dal British Film Institute.

## Storia editoriale
Pubblicata per la prima volta nel 1932, dal 1934 direttamente ad opera del British Film Institute, la rivista ha avuto periodicità trimestrale, a parte un breve periodo come mensile negli anni cinquanta, fino al 1991, quando è stata unita ad un'altra pubblicazione del BFI, il Monthly Film Bulletin, diventando stabilmente mensile.

## Classifiche
A partire dal 1952, Sight and Sound conduce ogni dieci anni un sondaggio tra autorevoli critici cinematografici di tutto il mondo per compilare una lista dei miglior film di tutti i tempi, che permette di valutare l'evoluzione dell'opinione critica e la resistenza alla prova del tempo dei film presi in considerazione. Dal 1992 alla lista compilata attraverso i voti dei critici ne è stata affiancata un'altra basata sulle preferenze espresse da importanti registi cinematografici.
L'autorevole critico statunitense del Chicago Sun-Times Roger Ebert l'ha definito l'unico, tra innumerevoli sondaggi simili, ad essere rispettato e preso sul serio nell'ambiente cinematografico. Tra i registi che hanno partecipato nel 2012 sono Quentin Tarantino, Martin Scorsese, Ken Loach, Francis Ford Coppola, ma anche Guy Maddin e Cyrus Frisch.

### Top Ten 1952
1. Ladri di biciclette (1948) di Vittorio De Sica
2. Luci della città (1931) di Charles Chaplin
3. La febbre dell'oro (1925) di Charles Chaplin
4. La corazzata Potëmkin (1925) di Sergej Michajlovič Ėjzenštejn
5. Intolerance (1916) di David Wark Griffith
6. La storia della Louisiana (1948) di Robert J. Flaherty
7. Rapacità (1924) di Erich von Stroheim
8. Alba tragica (1939) di Marcel Carné
9. La passione di Giovanna d'Arco (1928) di Carl Theodor Dreyer
10. Breve incontro (1945) di David Lean
11. La regola del gioco (1939) di Jean Renoir

### Top Ten 1962
1. Quarto potere (1941) di Orson Welles
2. L'avventura (1960) di Michelangelo Antonioni
3. La regola del gioco (1939) di Jean Renoir
4. Rapacità (1924) di Erich von Stroheim
5. I racconti della luna pallida d'agosto (1953) di Kenji Mizoguchi
6. La corazzata Potëmkin (1925) di Sergej Michajlovič Ėjzenštejn
7. Ladri di biciclette (1948) di Vittorio De Sica
8. Ivan il Terribile, Parte I (1944) - Ivan il Terribile, Parte II - La congiura dei boiardi (1958) di Sergej Michajlovič Ėjzenštejn
9. La terra trema (1948) di Luchino Visconti
10. L'Atalante (1934) di Jean Vigo

### Top Ten 1972
1. Quarto potere (1941) di Orson Welles
2. La regola del gioco (1939) di Jean Renoir
3. La corazzata Potëmkin (1925) di Sergej Michajlovič Ėjzenštejn
4. 8½ (1963) di Federico Fellini
5. L'avventura (1960) di Michelangelo Antonioni
6. Persona (1966) di Ingmar Bergman
7. La passione di Giovanna d'Arco (1928) di Carl Theodor Dreyer
8. Come vinsi la guerra (1926) di Buster Keaton
9. L'orgoglio degli Amberson (1942) di Orson Welles
10. I racconti della luna pallida d'agosto (1953) di Kenji Mizoguchi
11. Il posto delle fragole (1957) di Ingmar Bergman

### Top Ten 1982
1. Quarto potere (1941) di Orson Welles
2. La regola del gioco (1939) di Jean Renoir
3. I sette samurai (1954) di Akira Kurosawa
4. Cantando sotto la pioggia (1952) di Stanley Donen e Gene Kelly
5. 8½ (1963) di Federico Fellini
6. La corazzata Potëmkin (1925) di Sergej Michajlovič Ėjzenštejn
7. L'avventura (1960) di Michelangelo Antonioni
8. L'orgoglio degli Amberson (1942) di Orson Welles
9. La donna che visse due volte (1959) di Alfred Hitchcock
10. Come vinsi la guerra (1926) di Buster Keaton
11. Sentieri selvaggi (1956) di John Ford

### Top Ten 1992

#### Critici
1. Quarto potere (1941) di Orson Welles
2. La regola del gioco (1939) di Jean Renoir
3. Viaggio a Tokyo (1953) di Yasujirō Ozu
4. La donna che visse due volte (1959) di Alfred Hitchcock
5. Sentieri selvaggi (1956) di John Ford
6. L'Atalante (1934) di Jean Vigo
7. La passione di Giovanna d'Arco (1928) di Carl Theodor Dreyer
8. Il lamento sul sentiero (1955) di Satyajit Ray
9. La corazzata Potëmkin (1925) di Sergej Michajlovič Ėjzenštejn
10. 2001: Odissea nello spazio (1968) di Stanley Kubrick

#### Registi
1. Quarto potere (1941) di Orson Welles
2. 8½ (1963) di Federico Fellini
3. Toro scatenato (1980) di Martin Scorsese
4. La strada (1954) di Federico Fellini
5. L'Atalante (1934) di Jean Vigo
6. Il padrino (1972) di Francis Ford Coppola
7. Tempi moderni (1936) di Charles Chaplin
8. La donna che visse due volte (1959) di Alfred Hitchcock
9. Il padrino - Parte II (1974) di Francis Ford Coppola
10. La passione di Giovanna d'Arco (1928) di Carl Theodor Dreyer
11. Rashomon (1950) di Akira Kurosawa
12. I sette samurai (1954) di Akira Kurosawa

### Top Ten 2002
Il sondaggio, reso noto sul numero di settembre 2002, ha raccolto i contributi di 145 critici e 108 registi.
Complessivamente sono stati indicati ben 885 titoli diversi.

#### Critici
1. Quarto potere (1941) di Orson Welles
2. La donna che visse due volte (1959) di Alfred Hitchcock
3. La regola del gioco (1939) di Jean Renoir
4. Il padrino (1972) e Il padrino - Parte II (1974) di Francis Ford Coppola
5. Viaggio a Tokyo (1953) di Yasujirō Ozu
6. 2001: Odissea nello spazio (1968) di Stanley Kubrick
7. La corazzata Potëmkin (1925) di Sergej Michajlovič Ėjzenštejn
8. Aurora (1927) di Friedrich Wilhelm Murnau
9. 8½ (1963) di Federico Fellini
10. Cantando sotto la pioggia (1952) di Stanley Donen e Gene Kelly

#### Registi
1. Quarto potere (1941) di Orson Welles
2. Il padrino (1972) e Il padrino - Parte II (1974) di Francis Ford Coppola
3. 8½ (1963) di Federico Fellini
4. Lawrence d'Arabia (1962) di David Lean
5. Il dottor Stranamore - Ovvero: come ho imparato a non preoccuparmi e ad amare la bomba (1963) di Stanley Kubrick
6. Ladri di biciclette (1948) di Vittorio De Sica
7. Toro scatenato (1980) di Martin Scorsese
8. La donna che visse due volte (1959) di Alfred Hitchcock
9. Rashomon (1950) di Akira Kurosawa
10. La regola del gioco (1939) di Jean Renoir
11. I sette samurai (1954) di Akira Kurosawa

### Top Ten 2012

#### Critici
1. La donna che visse due volte (1959) di Alfred Hitchcock
2. Quarto potere (1941) di Orson Welles
3. Viaggio a Tokyo (1953) di Yasujirō Ozu
4. La regola del gioco (1939) di Jean Renoir
5. Aurora (1927) di Friedrich Wilhelm Murnau
6. 2001: Odissea nello spazio (1968) di Stanley Kubrick
7. Sentieri selvaggi (1956) di John Ford
8. L'uomo con la macchina da presa (1929) di Dziga Vertov
9. La passione di Giovanna d'Arco (1928) di Carl Theodor Dreyer
10. 8½ (1963) di Federico Fellini

#### Registi
1. Viaggio a Tokyo (1953) di Yasujirō Ozu
2. 2001: Odissea nello spazio (1968) di Stanley Kubrick
3. Quarto potere (1941) di Orson Welles
4. 8½ (1963) di Federico Fellini
5. Taxi Driver (1976) di Martin Scorsese
6. Apocalypse Now (1979) di Francis Ford Coppola
7. Il padrino (1972) di Francis Ford Coppola
8. La donna che visse due volte (1959) di Alfred Hitchcock
9. Lo specchio (1975) di Andrej Tarkovskij
10. Ladri di biciclette (1948) di Vittorio De Sica

### Trenta film chiave del decennio 2000-2009
Sul numero di febbraio 2010 è stata pubblicata una lista di trenta titoli rappresentativi del cinema del primo decennio del XXI secolo.
- Il ladro di orchidee (2002) di Spike Jonze
- Battaglia nel cielo (2005) di Carlos Reygadas
- Tutti i battiti del mio cuore (2005) di Jacques Audiard
- The Bourne Ultimatum - Il ritorno dello sciacallo (2007) di Paul Greengrass
- Juventude em marcha (2006) di Pedro Costa
- La morte del signor Lazarescu (2005) di Cristi Puiu
- Éloge de l'amour (2001) di Jean-Luc Godard
- Le cinque variazioni (2003) di Jørgen Leth e Lars von Trier
- La vita è un raccolto (2000) di Agnès Varda
- Niente da nascondere (2005) di Michael Haneke
- Inland Empire - L'impero della mente (2006) di David Lynch
- In the Mood for Love (2000) di Wong Kar-wai
- Memories of Murder (2003) di Bong Joon-ho
- La niña santa (2004) di Lucrecia Martel
- Yi Yi - e uno... e due... (2000) di Edward Yang

- Platform (2000) di Jia Zhangke
- Arca russa (2002) di Aleksandr Sokurov
- Il figlio (2002) di Jean-Pierre e Luc Dardenne
- La città incantata (2001) di Hayao Miyazaki
- Parla con lei (2002) di Pedro Almodóvar
- Dieci (2002) di Abbas Kiarostami
- Il petroliere (2007) di Paul Thomas Anderson
- 35 rhums (2008) di Claire Denis
- La morte sospesa (2003) di Kevin Macdonald
- Tropical Malady (2004) di Apichatpong Weerasethakul
- United Red Army (2008) di Kōji Wakamatsu
- Uzak (2003) di Nuri Bilge Ceylan
- Aspettando la felicità (2002) di Abderrahmane Sissako
- Le armonie di Werckmeister (2000) di Béla Tarr
- Workingman's Death (2005) di Michael Glawogger

### Top Ten 2022

#### Critici
1. Jeanne Dielman, 23 quai du Commerce, 1080 Bruxelles (1975) di Chantal Akerman
2. La donna che visse due volte (1958) di Alfred Hitchcock
3. Quarto potere (1941) di Orson Welles
4. Viaggio a Tokyo (1953) di Yasujirō Ozu
5. In the Mood for Love (2000) di Wong Kar-wai
6. 2001: Odissea nello spazio (1968) di Stanley Kubrick
7. Beau Travail (1999) di Claire Denis
8. Mulholland Drive (2001) di David Lynch
9. L'uomo con la macchina da presa (1928) di Dziga Vertov
10. Cantando sotto la pioggia (1952) di Stanley Donen e Gene Kelly

#### Registi
1. 2001: Odissea nello spazio (1968) di Stanley Kubrick
2. Quarto potere (1941) di Orson Welles
3. Il padrino (1972) di Francis Ford Coppola
4. Jeanne Dielman, 23 quai du Commerce, 1080 Bruxelles (1975) di Chantal Akerman (Ex aequo con Viaggio a Tokyo)
5. Viaggio a Tokyo (1953) di Yasujirō Ozu (Ex aequo con Jeanne Dielman, 23 quai du Commerce, 1080 Bruxelles)
6. La donna che visse due volte (1958) di Alfred Hitchcock (Ex aequo con 8½)
7. 8½ (1963) di Federico Fellini (Ex aequo con La donna che visse due volte)
8. Lo specchio (1975) di Andrej Tarkovskij
9. In the Mood for Love (2000) di Wong Kar-wai (Ex aequo con Close Up e Persona)
10. Close Up (1990) di Abbas Kiarostami (Ex aequo con In the Mood for Love e Persona)
11. Persona (1966) di Ingmar Bergman (Ex aequo con In the Mood for Love e Close Up)